# Fritz Albrecht (General)
Fritz Wilhelm Karl Albrecht (* 23. Dezember 1905 in Berlin; † 29. April 1977 in Köln) war ein deutscher Offizier, zuletzt im Dienstgrad eines Brigadegenerals.

## Leben
Fritz Albrecht trat am 1. April 1925 in die Polizei ein. Bis 31. März 1926 besuchte der für die Polizeigrundausbildung die Polizeischule in Brandenburg an der Havel und wechselte dann zur Bereitschaftspolizei nach Berlin. Vom 1. Oktober 1927 bis 30. September 1928 war er zum Offizierlehrgang an der Sportschule Spandau und der höheren Polizeischule in Potsdam-Eiche. Als Zugführer kam er bis 31. März 1930 zurück zur Bereitschaftspolizei Berlin. In dieser Position wurde er am 1. Dezember 1929 Polizeileutnant. Er belegte bis 31. März 1931 einen Reitlehrgang an der Polizeireitschule Potsdam, um dann ab 1. Mai 1933 als Polizeioberleutnant bis 31. Juli 1934 als Zugführer der berittenen Abteilung Berlin und Zugführer Landespolizeiabteilung Seydlitz eingesetzt zu werden. Zeitgleich war er vom 1. Oktober 1933 bis 31. Januar 1934 zur Reichswehr zur Ausbildung als Zugführer des 6./Infanterie-Regiments 6 (Eutin) kommandiert. Ab 1. August 1934 war er Reitlehrer und Ausbilder an der Reitschule der preußischen Landespolizei.
Als Polizeioberleutnant trat er am 1. Juli 1935 in die Wehrmacht ein. Er wurde Batterieoffizier und Rekrutenoffizier der 8./Artillerie-Regiment 3 in Frankfurt an der Oder. Bis 28. Februar 1936 blieb er in dieser Kommandierung und belegte vom 2. September 1935 bis 27. September 1935 einen Schießlehrgang an der Artillerieschule Jüterbog. Vom 1. März 1936 bis 30. September 1936 war er Nachrichtenoffizier und Führer des Stabes III./Artillerie-Regiment 3. Mit seiner Beförderung zum Hauptmann am 1. Oktober 1936 (RDA vom 18. März 1941) kam er zur Wehrkreisprüfung des XI. Armeekorps in Hannover. Am 1. Oktober 1936 kam er in das Artillerie-Regiment 13 nach Magdeburg und war hier erst bis 30. September 1937 Batteriechef in der 7., dann bis 6. Oktober 1939 in gleicher Position der 1. und bis Anfang 1940 der 9. Vom 29. November 1938 bis 10. Dezember 1938 besuchte er einen Sportlehrgang an der Heeressportschule Wünsdorf.
Im Januar 1940 wurde er Kommandeur von I./Artillerie-Regiment 13 und blieb dies bis Oktober 1941. Am 1. Januar 1941; später wurde sein RDA auf den 1. Oktober 1940 korrigiert; wurde er Major. Anschließend übernahm er das Artillerie-Regiment 13 und wurde am 14. Januar 1942 mit dem Deutschen Kreuz in Gold ausgezeichnet. Vom 27. April 1942 bis 22. November 1942 war er Stabsoffizier z.b.V. beim höheren Artilleriekommandeur 311 beim Panzerarmeeoberkommando 1. Er wurde bis 15. Januar 1943 Abteilungskommandeur III./Artillerie-Regiment Großdeutschland der Division Großdeutschland und anschließend bis 28. August 1944 Kommandeur des Panzer-Artillerie-Regiments Großdeutschland. Am 20. April 1943 wurde er mit RDA vom 1. Februar 1943 Oberstleutnant und am 8. November 1943 Oberst (RDA vom 1. August 1943). Vom 5.  Juli 1943 bis August 1943 war er im Kriegslazarett Charkow und im Lazarett Magdeburg und von April 1944 bis Juli 1944 im Kriegslazarett Kishinew und erneut im Lazarett Magdeburg. Am 17. Februar 1944 hatte er als 2892. Soldat der Wehrmacht die Ehrenblattspange der Heeres erhalten.
Er kam bis 24. November 1944 in die Führerreserve im OKH und war im Feldlazarett Aust in Lettland und im Reservelazarett Bad Liebenstein. Anschließend übernahm er bis 11. April 1944 das Kommando über das neu aufgestellte Panzer-Grenadier-Regiment 15 der 29. Panzer-Grenadier-Division. Am 19. April 1945 erhielt er das Ritterkreuz des Eisernen Kreuzes. Bis Kriegsende war er Führer unterschiedlicher Kampfgruppen, bis 16. April 1945 im Verteidigungsbereich Magdeburg, dann im Raum Zerbst und bei der Armee Wenck. Er kam in das Standortlazarett Magdeburg und wurde mit Kriegsende russischer Kriegsgefangener. Im Dezember 1949 kehrte er nach Deutschland zurück und war bis Februar 1951 arbeitslos.
Vom 1. Februar 1951 bis 31. Juli 1951 war er Vertreter der Firma H. Retzki (Berlin), dann bis 31. Dezember 1951 Vertreter der Firma Führkötter & Riedel OHG (Berlin) und kehrte zu Firma Retzki zurück. Hier blieb er bis 31. März 1953. Im Januar 1953 hatte er in Berlin eine Ausbildung als Dolmetscher angefangen. Vom 1. April 1953 bis April 1956 arbeitete er als freiberuflicher Sportlehrer und Übersetzer.
Am 28. April 1956 trat er der Bundeswehr bei und absolvierte bis 27. August 1956 die Eignungsprüfung. In Sonthofen besuchte er bis 22. Juni 1956 den Lehrgang I, Lehrstab A. Nach Abschluss des Lehrgangs war er bis 31. August 1957 Kommandeur des Panzerartillerieregiments 3 in Bremen-Grohn. Anschließend wurde er in Münster Korpsartilleriekommandeur 401. Auch nach dessen Umbildung in den Korpsartilleriekommandeur 1, dem späteren Artilleriekommando 1, im gleichen Jahr blieb er in dieser Position. Vom 16. Februar 1959 bis zu einer Pensionierung Ende September 1963 war er Kommandeur der Artillerieschule der Bundeswehr in Idar-Oberstein. Mit Wirkung zum 1. Oktober 1959 war er am 21. Dezember 1959 zum Brigadegeneral befördert worden.
Albrecht starb 1977 im Alter von 71 Jahren. Das Familiengrab befindet sich auf dem Kölner Melaten-Friedhof.
Albrecht war der Sohn des Obersekretärs Friedrich Albrecht und von Ottilie Fritz, geborene Rahn. Am 17. Februar 1936 heiratete Albrecht Gerda Holz, deren Vater Bruno Diplom-Ingenieur war. Am 25. April 1937 wurde ihre Tochter Ottilie geboren. Albrecht war evangelischer Konfession.